# Eucharis (insecte)
Pour le genre végétal, voir Eucharis (plante)
Genre
Eucharis est un genre d'insectes hyménoptères de la famille des Eucharitidae.
Les Eucharis sont des insectes entomophages parasitoïdes exclusifs de fourmis.

## Liste des espèces mondiales
(E)= espèces de la faune européenne
- Eucharis acuminata Ruschka 1924     (E)
- Eucharis adscendens (Fabricius 1787)     (E)
- Eucharis alashanica Gussakovskiy 1940
- Eucharis alticola Gussakovskiy 1940
- Eucharis anatolica Boucek 1952     (E)
- Eucharis atrocyanea Gussakovskiy 1940
- Eucharis bedeli (Cameron 1891)
- Eucharis borceai Andriescu 1968     (E)
- Eucharis bytinskisalzi Boucek 1956
- Eucharis carinifera Gussakovskiy 1940     (E)
- Eucharis casca Fernando 1957
- Eucharis cassius Fernando 1957
- Eucharis cyanella Gussakovskiy 1940
- Eucharis decerodera Spinola 1853
- Eucharis diaphana Gussakovskiy 1940     (E)
- Eucharis dimidiata Gussakovskiy 1940
- Eucharis dobrogica Andriescu 1968     (E)
- Eucharis esakii Ishii 1938
- Eucharis gussakovskii Nikol'skaya 1952     (E)
- Eucharis hissariensis Gussakovskiy 1940
- Eucharis hyalina Gussakovskiy 1940
- Eucharis hyalinipennis Hoffer & Novicky 1954     (E)
- Eucharis intermedia Ruschka 1924
- Eucharis kollari Förster 1859     (E)
- Eucharis leviceps Cameron 1909
- Eucharis marani Boucek 1956     (E)
- Eucharis melantheus Fernando 1957
- Eucharis microcephala Boucek 1956
- Eucharis nana Gussakovskiy 1940     (E)
- Eucharis parvula Gussakovskiy 1940
- Eucharis przhevalskii Gussakovskiy 1940
- Eucharis pusilla Nikol'skaya 1952
- Eucharis reticulata Ruschka 1924     (E)
- Eucharis ruficornis Gussakovskiy 1940
- Eucharis rugulosa Gussakovskiy 1940     (E)
- Eucharis schmiedeknechti Ruschka 1924
- Eucharis scylla Nikol'skaya 1952
- Eucharis shestakovi Gussakovskiy 1940     (E)
- Eucharis specularis Ruschka 1924
- Eucharis turanica Gussakovskiy 1940
- Eucharis turca Nikol'skaya 1952